# 金刀比羅神社 (根室市)
金刀比羅神社（ことひらじんじゃ、こんぴらじんじゃ）は、北海道根室市にある神社である。

## 祭神
- 大物主神・事代主神・倉稲魂命
- 北方領土の多楽島・志発島・水晶島・色丹島・国後島にあった神社の御神体も預かっており，各社の例祭日に祭典が行われる。

## 由緒
1806年（文化3年）根室国根室郡で高田屋嘉兵衛によって創建され、1881年（明治14年）現在地に遷座した。同年に郷社、1919年（大正8年）に県社に列格している。2005年（平成18年）には「金刀比羅神社御創祀200年」を迎え、御神輿が御色直しを行い、さらに社務所を新築し「神輿殿・お祭り資料館」を併設した。

## 金刀比羅神社例大祭
毎年8月9日（宵宮祭）、10日（本祭・御神輿渡御）、11日（御神輿渡御）の3日間に渡って、金刀比羅神社例大祭が行なわれる。
先太鼓・金棒・山車・手古舞の奉納を行なう祭典区は大正時代に置かれ、「第一祭典区」「第三祭典区」「東部祭典区」「西部祭典区」の4つからなる。9日の夜には「音と力の競演」と題して山車・手古舞の部が、10日には先太鼓・金棒の部が行なわれる。
2020年（令和2年）北海道無形民俗文化財に指定された。

## 所在地
- 北海道根室市琴平町1-4